# Olmué
Olmué este o comună din provincia San Antonio, regiunea Valparaíso, Chile, cu o populație de 15.611 locuitori (2012) și o suprafață de 231,8 km2.